# Геологія Нової Каледонії
Геологічна будова Нової Каледонії.
Острів Нова Каледонія складений дислокованими товщами перев. мезозойських осадових порід, що формують антиклінорій, витягнутий вздовж острова. Найдревніші утворення (перм) виходять на поверхню південніше м. Моїнду. Перекриваюча їх товща тріасово-юрських ґрауваккових пісковиків, збагачених титано-магнетитом, і глинистих сланців займає центр. частину о-ва, іноді досягаючи сх. і зах. узбережжя. Породи місцями слабо метаморфізовані. Відклади крейди представлені могутньою товщею глинистих сланців з лінзами пісковиків і переривистими пластами кам. вугілля.
У основі товщі на зах. узбережжі зустрічаються кварцові і аркозові пісковики або конґломерати. На півн.-сх. крейдові породи інтенсивно метаморфізовані і перекриті товщею кристаліч. сланців крейди-еоцену, серед яких зустрічається мідна, свинцево-цинкова і золота мінералізація.
До еоцену належить флішоїдна товща пісковиків і глинистих сланців з прошарками вапняків на заході, до палеоцен-еоцену — товща кременистих сланців з лінзами марганцевих руд, вапняків і туфів на сході. Відклади верх. еоцену-олігоцену представлені потужною товщею толеїтових базальтів з прошарками туфів, глинистих сланців і аргілітів, що заповнюють ряд западин вздовж зах. узбережжя о-ва, створюють прибережні скелі на сх. узбережжі. Бл. 1/3 тер. о-ва займають тектонічно переміщені масиви ультраосновних порід кінця олігоцену (перидотитів, дунітів), що складають найбільш високі гори. До них приурочені магматичні родов. і рудопрояви хромових руд, а також латеритні родов. нікелю, кобальту і заліза в корах вивітрювання.
Дрібні штоки і дайки еоценових ґранодіоритів проривають метаморфічні породи крейди-еоцену. З ними пов'язані вияви вольфрамової і молібденової мінералізації.
Гол. епоха формування складчасто-насувних структур і метаморфізму порід датується олігоценом. Осадонакопичення після швидкого постолігоценового підняття тер. здійснювалося у відносно стабільній тектонічній обстановці.
Майже не дислоковані міоценові відклади представлені мілководними органогенними вапняками. У пліоцен-четвертинний період формувалися прибережно-морські і континентальні відклади, коралові рифи, кори вивітрювання на ультраосновних породах.